# Visby Roma Hockey
Le Visby Roma Hockey est un club de hockey sur glace de Visby en Suède. Il évolue en Hockeyettan, troisième échelon suédois.

## Historique
Le club a été créé en 2001. Pour la saison 2012-2013, il est conduit par Richard Martel.

## Palmarès
- Aucun titre.